# Liste des plus hauts gratte-ciel de Hangzhou
Depuis la construction du Zhijiang Hotel en 1990, plus de 170 gratte-ciel (immeuble de  100 mètres de hauteur et plus) ont été construits à Hangzhou en Chine du fait du développement très rapide de la ville.
En novembre 2016, la liste des immeubles d'au minimum 110 mètres de hauteur est la suivante d'après Emporis, le Council on Tall Buildings and Urban Habitat (CTBUH) et le site chinois Gaoloumi 

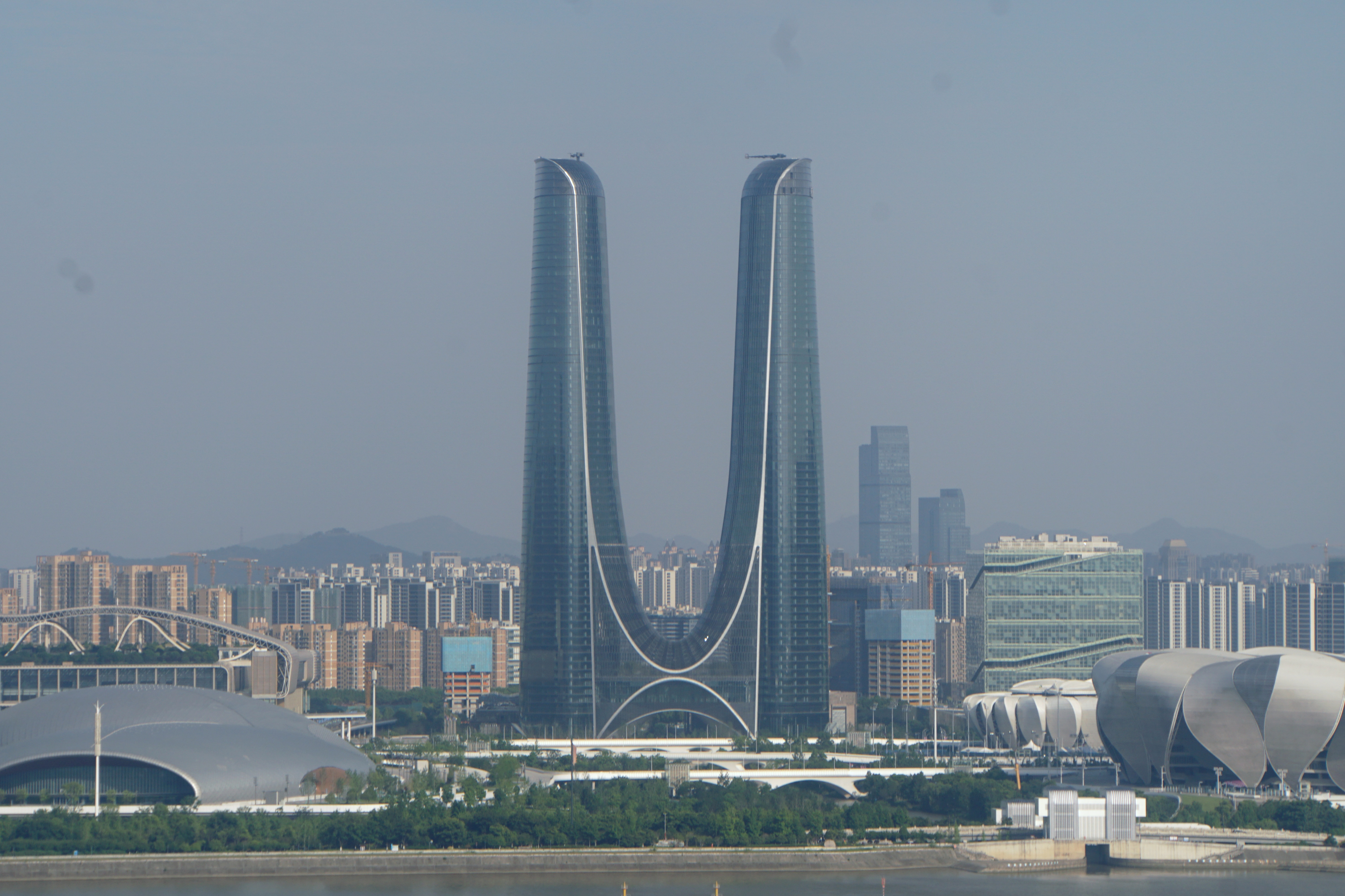
Greenland Center Hangzhou Gate

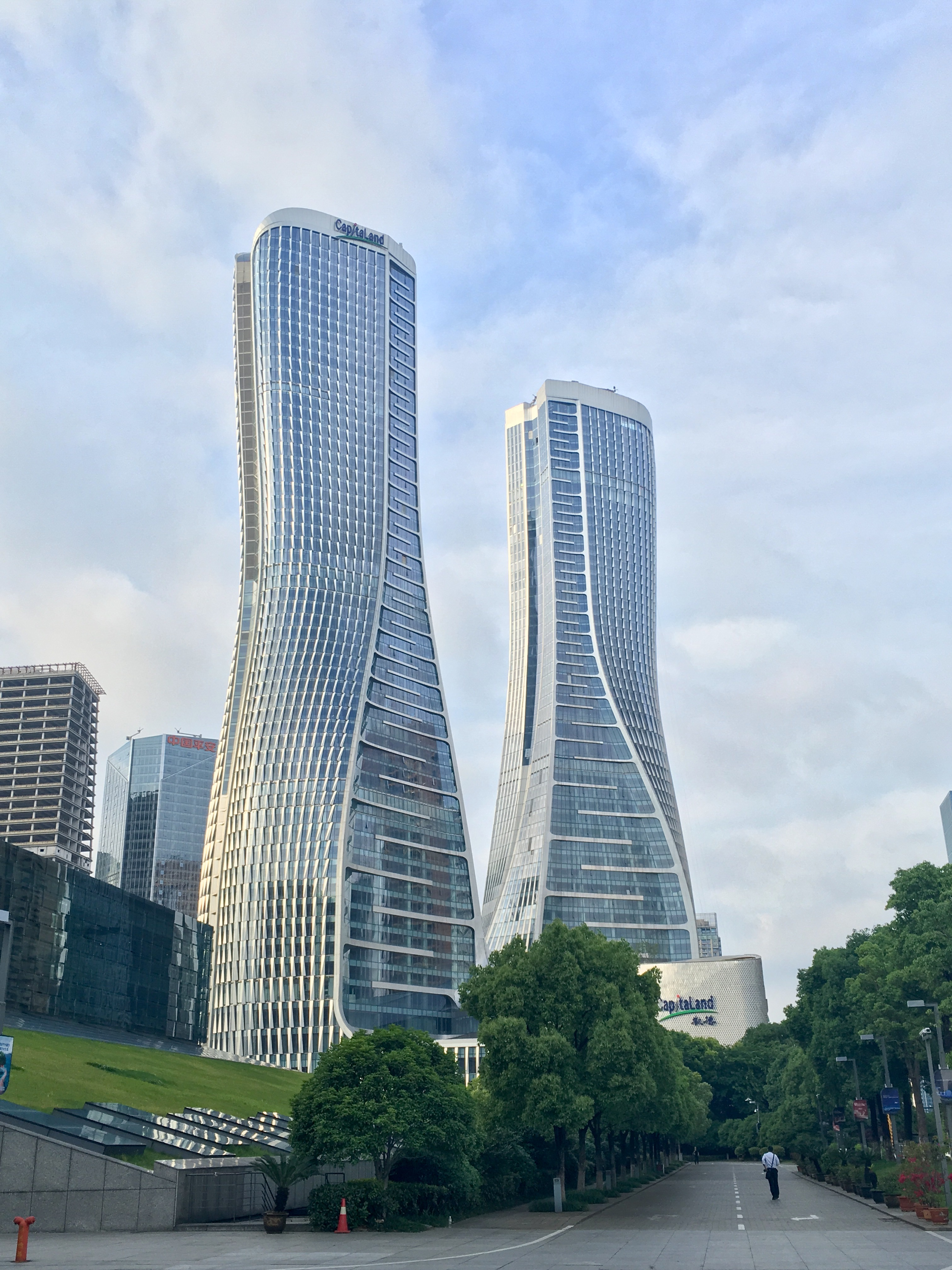
Raffles City (Hangzhou)

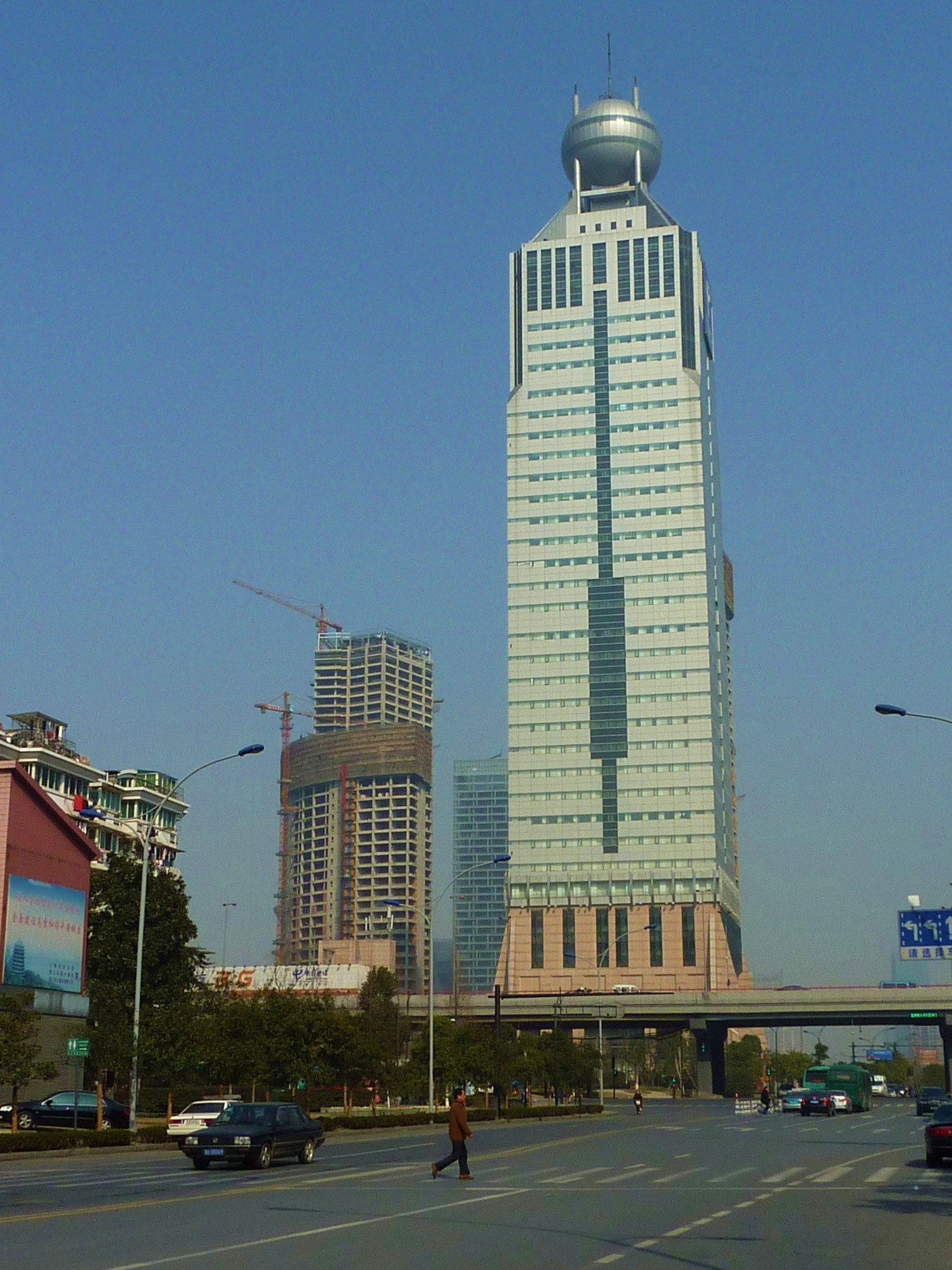
Hangzhou Telecom Mansion

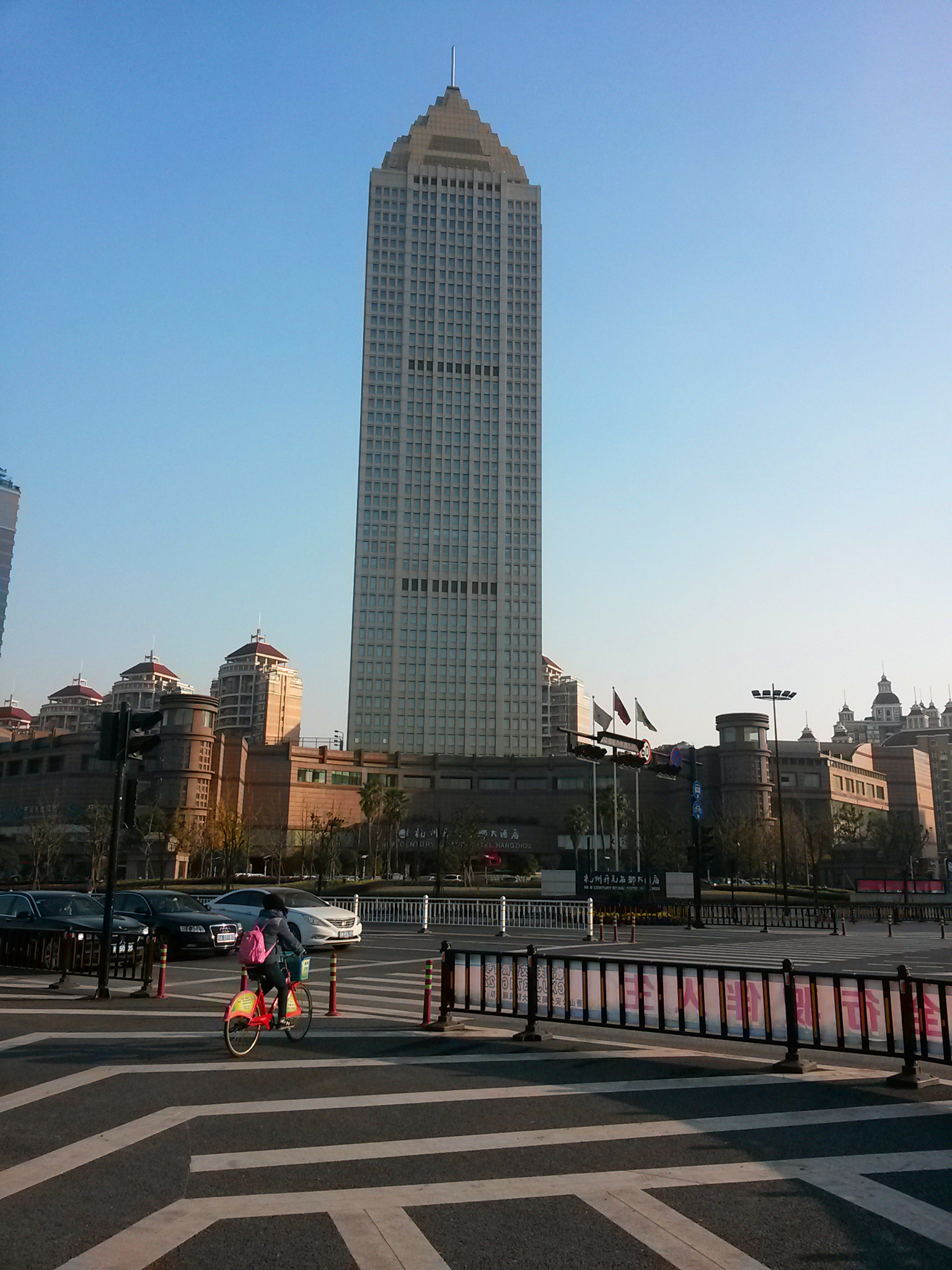
New Century Grand Hotel Hangzhou

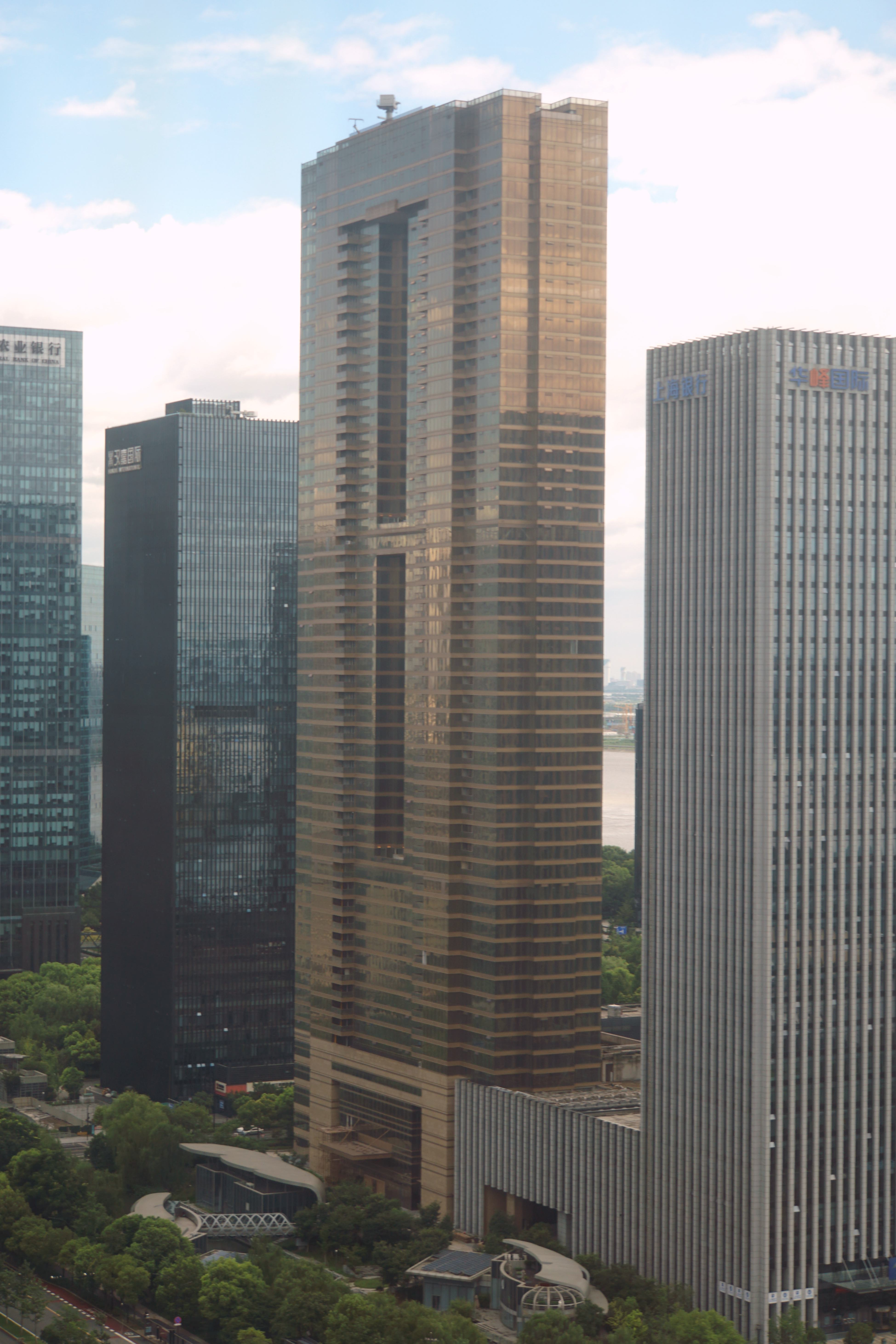
Dicara Gold Tower - Hilton Hotel

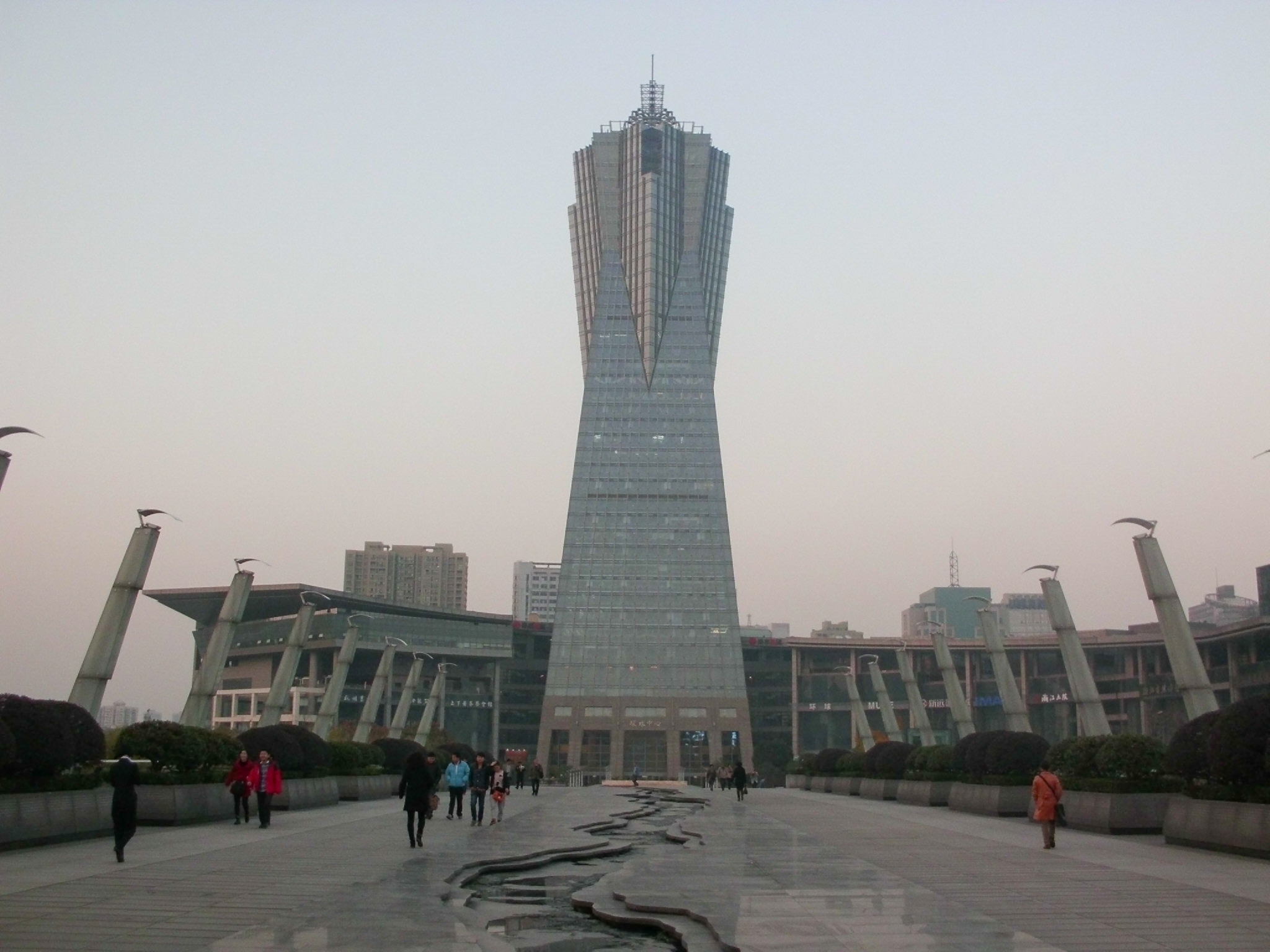
West Lake Culture Square

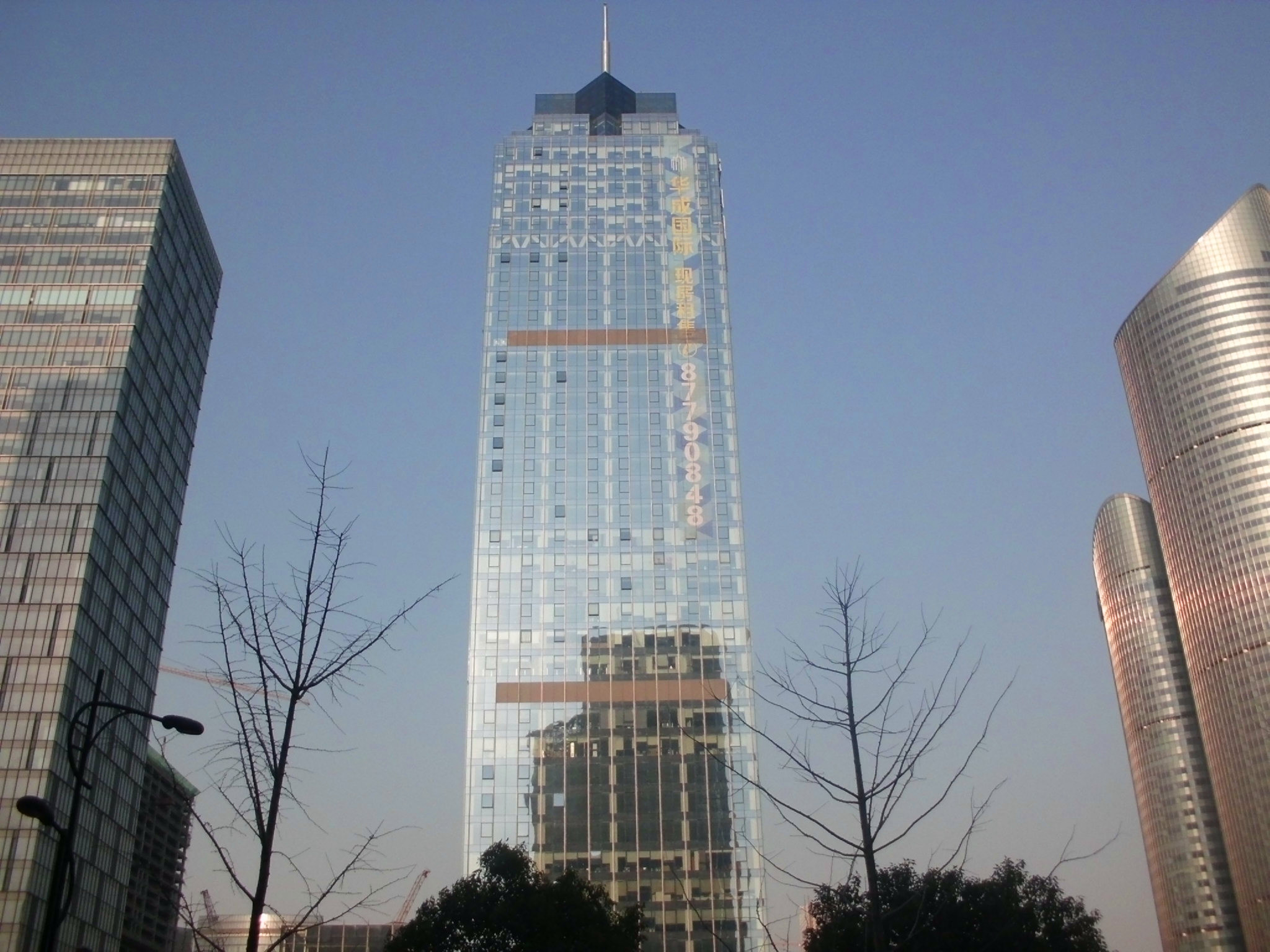
Huacheng International Development Mansion

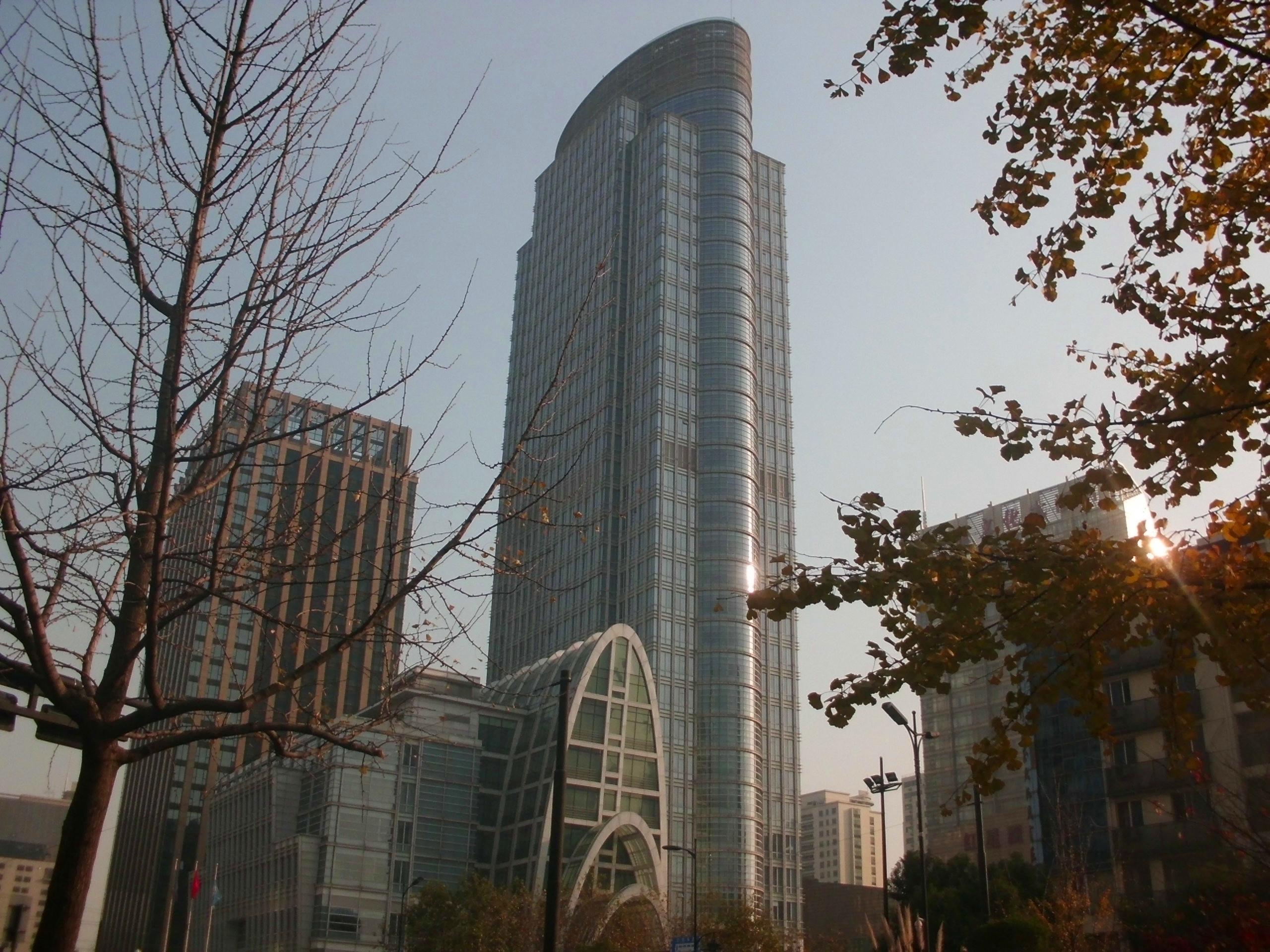
Liqun Tower

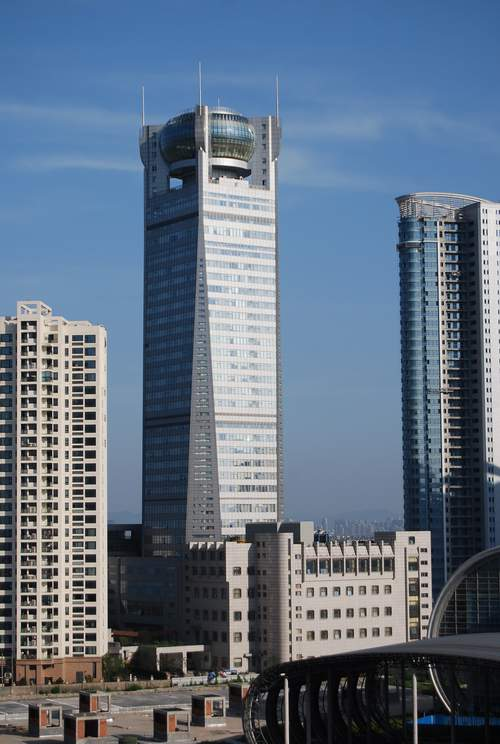
Hangzhou Chess Building

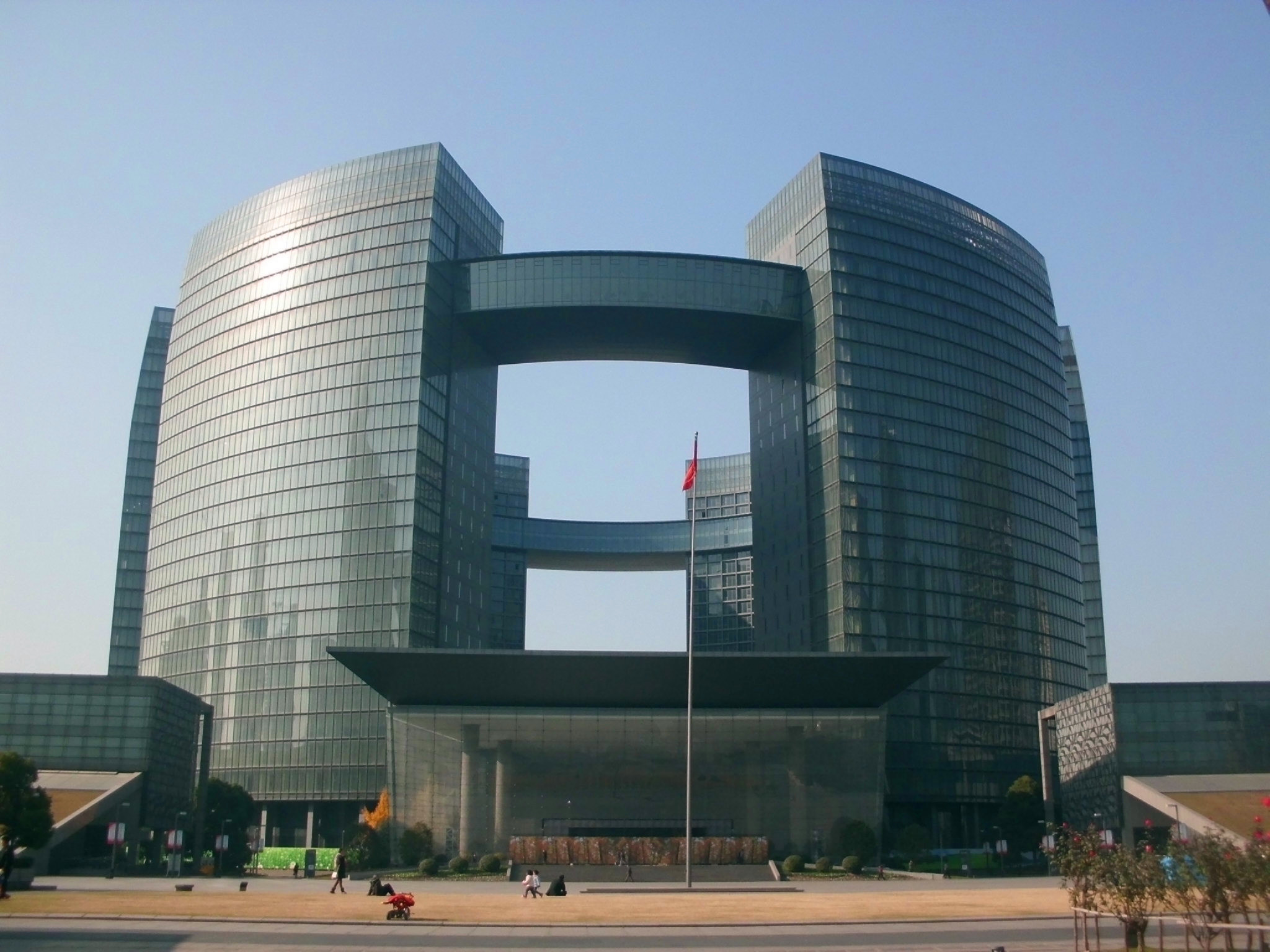
Hangzhou Civic Center

## Gratte-ciel construits
| Rang                                       | Nom                                                                     | Hauteur | Étages | Année |
| ------------------------------------------ | ----------------------------------------------------------------------- | ------- | ------ | ----- |
| 1                                          | Greenland Center Hangzhou Gate 1                                        | 310 m   | 67     | 2023  |
| 1                                          | Greenland Center Hangzhou Gate 2                                        | 310 m   | 67     | 2023  |
| 3                                          | Zhe Jiang Fortune Finance Center West Tower                             | 258 m   | 52     | 2011  |
| 3                                          | Radisson Plaza Hotel Xiaoshan Tower 1                                   | 258 m   | 50     | 2013  |
| 5                                          | Raffles City Hangzhou Tower 1                                           | 250 m   | 60     | 2016  |
| 5                                          | Raffles City Hangzhou Tower 2                                           | 250 m   | 60     | 2016  |
| 7                                          | Hangzhou Telecom Mansion                                                | 248 m   | 41     | 2003  |
| 8                                          | Wanxiang City Tower 1                                                   | 230 m   | 47     | 2015  |
| 9                                          | New Century Grand Hotel Hangzhou                                        | 218 m   | 47     | 2015  |
| 9                                          | Hangzhou International Television Center A - Zhejiang Television Center | 218 m   | 42     | 2016  |
| 11                                         | New World Lijing Tower                                                  | 206 m   | 39     | 2016  |
| 12                                         | Wanyin International 2                                                  | 205 m   | 43     | 2016  |
| 13                                         | Huacheng International Building                                         | 201 m   | 40     | 2010  |
| 14                                         | Dicara Gold Tower - Hilton Hotel                                        | 200 m   | 55     | 2014  |
| 14                                         | Jumeirah Hotel                                                          | 200 m   | 50     | 2016  |
| 14                                         | Wanyin International 3                                                  | 200 m   | 41     | 2016  |
| 14                                         | Wanxiang City Tower 2                                                   | 200 m   | 47     | 2015  |
| 18                                         | Wanxiang City Tower 3                                                   | 190 m   | 54     | 2014  |
| 19                                         | Zhe Jiang Fortune Finance Center East Tower                             | 188 m   | 36     | 2011  |
| 20                                         | Ann Jia Rungong Building 1                                              | 187 m   | 46     | 2014  |
| 19                                         | Qiantang Royal View 1                                                   | 183 m   | 45     | 2013  |
| 19                                         | Qiantang Royal View 2                                                   | 183 m   | 45     | 2013  |
| 19                                         | Qiantang Royal View 3                                                   | 183 m   | 45     | 2013  |
| 19                                         | Qiantang Royal View 4                                                   | 183 m   | 45     | 2013  |
| 19                                         | Qiantang Royal View 5                                                   | 183 m   | 45     | 2013  |
| 19                                         | Qiantang Royal View 6                                                   | 183 m   | 45     | 2013  |
| 19                                         | Sheng Yuan Blue Buffalo International                                   | 183 m   | 45     | 2013  |
| 26                                         | Wanxiang City Tower 4                                                   | 180 m   | 51     | 2014  |
| 26                                         | ITU Headquarters A                                                      | 180 m   | 43     | 2015  |
| 26                                         | Zhejiang Chamber Commerce Building A                                    | 180 m   | 40     | 2015  |
| 26                                         | Zhejiang Chamber Commerce Building B                                    | 180 m   | 40     | 2015  |
| 26                                         | Asian Packaging Center Mansion East Tower                               | 180 m   | 47     | 2013  |
| 26                                         | Asian Packaging Center Mansion West Tower                               | 180 m   | 47     | 2013  |
| 34                                         | Peninsula International                                                 | 179 m   | 44     | 2014  |
| 35                                         | Wanyin International 1                                                  | 175 m   | 41     | 2010  |
| 36                                         | Shengyuan Valley 2                                                      | 171 m   | 42     | 2009  |
| 37                                         | West Lake Culture Square                                                | 170 m   | 41     | 2005  |
| 36                                         | Sunyard Plaza International Center 1                                    | 168 m   | 43     | 2011  |
| 36                                         | Sunyard Plaza International Center 2                                    | 168 m   | 47     | 2011  |
| 40                                         | Eastern Park Gate                                                       | 167 m   | 41     | 2008  |
| 39                                         | Dikai International Center                                              | 165 m   | 40     | 2009  |
| 39                                         | Boom Century Center A                                                   | 165 m   | 40     | 2015  |
| 42                                         | Internation Times Plaza 1                                               | 163 m   | 43     | 2012  |
| 42                                         | Internation Times Plaza 2                                               | 163 m   | 43     | 2012  |
| 44                                         | Zunbao Tower 1                                                          | 160 m   | 45     | 2009  |
| Zunbao Tower 2                             | 160 m                                                                   | 45      | 2008   |       |
| Huacheng International Development Mansion | 160 m                                                                   | 35      | 2010   |       |
| Silver Tai Haiwei International            | 160 m                                                                   | 45      | 2016   |       |
| Wanxiang City Tower 5                      | 160 m                                                                   | 46      | 2014   |       |
| Hyatt Building 1                           | 160 m                                                                   | 44      | 2010   |       |
| Hyatt Building 2                           | 160 m                                                                   | 44      | 2010   |       |
| Hyatt Building 3                           | 160 m                                                                   | 44      | 2010   |       |
| 52                                         | Ann Jia Rungong Building 4                                              | 155 m   | 38     | 2014  |
| 52                                         | Sunon Central Business Building                                         | 155 m   | 39     | 2010  |
| 52                                         | Ann Jia Rungong Building 4                                              | 155 m   | 38     | 2014  |
| 55                                         | The Riverside · City Star 1                                             | 150 m   | 44     | 2014  |
| 55                                         | The Riverside · City Star 2                                             | 150 m   | 44     | 2014  |
| 55                                         | The Riverside · City Star 3                                             | 150 m   | 44     | 2014  |
| 55                                         | The Riverside · City Star 4                                             | 150 m   | 44     | 2014  |
| 55                                         | The Riverside · City Star 5                                             | 150 m   | 44     | 2014  |
| 55                                         | The Riverside · City Star 6                                             | 150 m   | 44     | 2014  |
| 55                                         | Han Jia International Building                                          | 150 m   | 38     | 2012  |
| 55                                         | Huafeng International Business Building                                 | 150 m   | 36     | 2014  |
| 55                                         | Sheng Ao Tower                                                          | 150 m   | 36     | 2008  |
| 55                                         | Sunrise Qiantang Mansion                                                | 150 m   | 37     | 2008  |
| 55                                         | Song Chenguang International R1                                         | 150 m   | 45     | 2013  |
| 55                                         | Song Chenguang International R2                                         | 150 m   | 45     | 2013  |
| 55                                         | Song Chenguang International R3                                         | 150 m   | 45     | 2013  |
| 55                                         | Song Chenguang International R4                                         | 150 m   | 45     | 2013  |
| 55                                         | Song Chenguang International R5                                         | 150 m   | 45     | 2013  |
| 55                                         | Song Chenguang International R6                                         | 150 m   | 45     | 2013  |
| 55                                         | Qiantang Royal View 1                                                   | 150 m   | 45     | 2013  |
| 55                                         | Qiantang Royal View 2                                                   | 150 m   | 45     | 2013  |
| 55                                         | Qiantang Royal View 3                                                   | 150 m   | 45     | 2013  |
| 55                                         | Qiantang Royal View 4                                                   | 150 m   | 45     | 2013  |
| 55                                         | Qiantang Royal View 5                                                   | 150 m   | 45     | 2013  |
| 55                                         | Qiantang Royal View 6                                                   | 150 m   | 45     | 2013  |
| 55                                         | Laguna Wangjing A                                                       | 150 m   | 45     | 2016  |
| 55                                         | Laguna Wangjing B                                                       | 150 m   | 45     | 2016  |
| 55                                         | Walk of Fame Building                                                   | 150 m   | 35     | 2016  |
| 55                                         | Bodi Center Tower 2                                                     | 150 m   | 34     | 2016  |
| 55                                         | Bodi Center Tower 3                                                     | 150 m   | 34     | 2016  |
| 84                                         | Jimei International Tower                                               | 149 m   | 36     | 2012  |
| 85                                         | Jiang Cai International Center Business Tower 2                         | 148 m   | 36     | 2011  |
| 86                                         | Liqun Tower                                                             | 147 m   | 35     | 2007  |
| 87                                         | Baida Greentown - West International A                                  | 145 m   | 35     | 2016  |
| 88                                         | Hangzhou Chess Building                                                 | 144 m   | 36     | 2006  |
| 87                                         | Canhigh Center                                                          | 142 m   | 35     | 2011  |
| 87                                         | Yukun Guomao, Residential 1                                             | 142 m   | 35     | 2008  |
| 91                                         | Concord Fai Fung Building A                                             | 141 m   | 35     | 2015  |
| 90                                         | Radisson Plaza Hotel Xiaoshan Tower 2                                   | 138 m   | 32     | 2013  |
| 90                                         | Zhejiang Grand Hotel                                                    | 138 m   | 28     |       |
| 90                                         | Grand Hyatt                                                             | 138 m   | 34     | 2012  |
| 93                                         | UDC Time Building A                                                     | 137 m   | 33     | 2011  |
| 93                                         | UDC Time Building B                                                     | 137 m   | 33     | 2011  |
| 93                                         | Baida Greentown - West International B                                  | 137 m   | 32     | 2016  |
| 96                                         | Jingjiang Chengshi Huayuan 1                                            | 134 m   | 33     | 2007  |
| 96                                         | Jingjiang Chengshi Huayuan 2                                            | 134 m   | 33     | 2007  |
| 98                                         | Jiang Cai International Center Business Tower 1                         | 131 m   | 32     | 2011  |
| 98                                         | Jiang Cai International Center Business Tower 3                         | 131 m   | 32     | 2011  |
| 100                                        | Guangyu Xicheng Nianhua 1                                               | 130 m   | 32     | 2007  |
| 100                                        | Guangyu Xicheng Nianhua 2                                               | 130 m   | 32     | 2007  |
| 100                                        | Guangyu Xicheng Nianhua 3                                               | 130 m   | 32     | 2007  |
| 100                                        | Guangyu Xicheng Nianhua 4                                               | 130 m   | 32     | 2007  |
| 104                                        | China Water Conservancy Museum                                          | 129 m   |        | 2010  |
| 104                                        | Hangzhou Bank Building                                                  | 129 m   | 29     | 2009  |
| 106                                        | Vertical Courtyard Apartment 1                                          | 126 m   | 31     | 2006  |
| 106                                        | Vertical Courtyard Apartment 2                                          | 126 m   | 31     | 2006  |
| 106                                        | Vertical Courtyard Apartment 4                                          | 126 m   | 31     | 2006  |
| 106                                        | Vertical Courtyard Apartment 5                                          | 126 m   | 31     | 2006  |
| 112                                        | Macro International Building                                            | 124 m   | 26     | 2011  |
| 111                                        | Ann Jia Rungong Building 2                                              | 122 m   | 30     | 2014  |
| 111                                        | Ann Jia Rungong Building 3                                              | 122 m   | 30     | 2014  |
| 111                                        | Yukun Guomao, Office Tower                                              | 122 m   | 30     | 2008  |
| 111                                        | Zhongguang Xiandai Yinxiang Guangchang 1                                | 122 m   | 30     | 2007  |
| 111                                        | Zhongguang Xiandai Yinxiang Guangchang 2                                | 122 m   | 30     | 2007  |
| 111                                        | Zhongguang Xiandai Yinxiang Guangchang 3                                | 122 m   | 30     | 2007  |
| 111                                        | Lucheng Shenla Guangchang 1                                             | 122 m   | 30     | 2006  |
| 111                                        | Lucheng Shenla Guangchang 2                                             | 122 m   | 30     | 2006  |
| 111                                        | Fenghuang Cheng 1                                                       | 122 m   | 30     |       |
| 111                                        | Fenghuang Cheng 2                                                       | 122 m   | 30     |       |
| 111                                        | Fenghuang Cheng 3                                                       | 122 m   | 30     |       |
| 124                                        | Hangzhou Government Building                                            | 119 m   | 33     |       |
| 123                                        | Vertical Courtyard Apartment 3                                          | 118 m   | 29     | 2006  |
| 123                                        | Vertical Courtyard Apartment 6                                          | 118 m   | 29     | 2006  |
| 123                                        | Yukun Guomao, Residential 2                                             | 118 m   | 29     | 2008  |
| 123                                        | Shunfa Qingcheng Zhilian 1                                              | 118 m   | 29     | 2008  |
| 123                                        | Shunfa Qingcheng Zhilian 2                                              | 118 m   | 29     | 2008  |
| 123                                        | Hua Cheng Tower                                                         | 118 m   | 29     |       |
| 123                                        | Hangzhou Biaoli Building                                                | 118 m   | 29     |       |
| 132                                        | Hongshi Central Mansion                                                 | 114 m   | 28     |       |
| 133                                        | Long Hill Hotel                                                         |         | 30     | 2003  |
| 134                                        | Hangzhou Hotel                                                          | 112 m   | 32     |       |
| 133                                        | Hangzhou Civic Center 1                                                 | 110 m   | 26     | 2012  |
| 133                                        | Hangzhou Civic Center 2                                                 | 110 m   | 26     | 2012  |
| 133                                        | Hangzhou Civic Center 3                                                 | 110 m   | 26     | 2012  |
| 133                                        | Hangzhou Civic Center 4                                                 | 110 m   | 26     | 2012  |
| 133                                        | Hangzhou Civic Center 5                                                 | 110 m   | 26     | 2012  |
| 133                                        | Hangzhou Civic Center 6                                                 | 110 m   | 26     | 2012  |
| 133                                        | West Lake International Technology Mansion                              | 110 m   | 27     |       |
| 133                                        | Construction Bank Tower                                                 | 110 m   | 27     |       |
| 133                                        | Zheshang Times Mansion                                                  | 110 m   | 27     |       |
| 133                                        | Xinqing Nianguang Chang 1                                               | 110 m   | 27     | 2006  |
| 133                                        | Hai Hua Plaza                                                           | 110 m   | 27     | 2004  |
| 133                                        | Bai Ma Building                                                         | 110 m   | 27     |       |
| 133                                        | Jia Hui Building                                                        | 110 m   | 27     | 2003  |
| 133                                        | Radisson Plaza Hotel                                                    | 110 m   | 27     | 2001  |
| 133                                        | Yuda Mansion                                                            | 110 m   | 27     |       |